# Posłuchajcie ludzie
„Posłuchajcie ludzie” – piosenka z okresu okupacji niemieckiej, napisana we wrześniu 1939 r. przez Julię Ryczer do muzyki dziadowskiej. Motywem powstania tekstu była śmierć Anny Marii Ryczer (córki autorki) w czasie nalotu na Warszawę. 
Tekst piosenki jest jednym z najbardziej znanych i obecnych w kulturze polskiej. Piosenkę wykonywali między innymi słynny bard piosenki ulicznej Stanisław Grzesiuk oraz zespół Dzieci z Brodą. Fragment tekstu:
"Posłuchajcie ludzie mojej opowieści,

Co ja wam tu śpiewam, w głowie się nie mieści.

Dnia pierwszego września roku pamiętnego,

Wróg napadł na Polskę z kraju sąsiedniego."
Piosenka pojawiła się także w filmie Leonarda Buczkowskiego "Zakazane piosenki". Obecnie istnieje wiele wersji i przeróbek tekstu. 